# Сан-Буэнавентура (Чиуауа)
Сан-Буэнавентура (исп. San Buenaventura) — посёлок в Мексике, штат Чиуауа, входит в состав муниципалитета Буэнавентура и является его административным центром. Численность населения, по данным переписи 2010 года, составила 6957 человек.

## Общие сведения
Название Buenaventura дано в честь святого Бонавентуры.
Поселение было основано в 1665 году испанскими миссионерами, заложившими здесь монастырь Святого Бонавентуры.

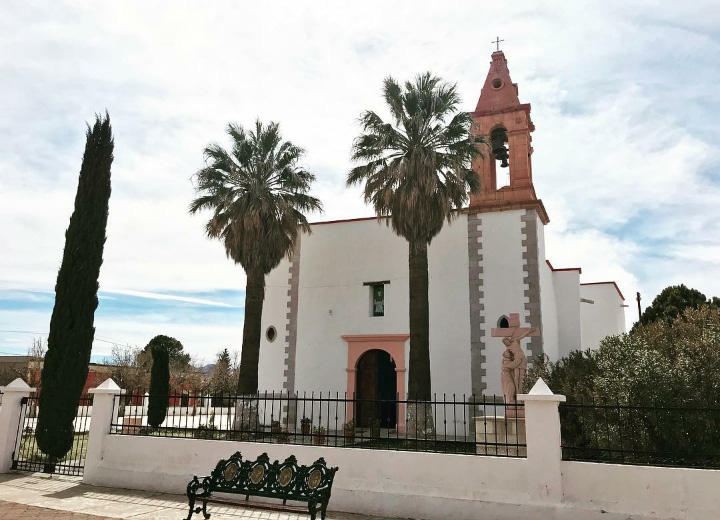
Церковь Святого Бонавентуры